# Hraniční přechod Bílá–Klokočov
Hraniční přechod Bílá–Klokočov (slovensky Hraničný priechod Klokočov–Bílá) je bývalý silniční hraniční přechod na česko-slovenské státní hranici na hraničním úseku II/16 - II/16/1 mezi českou obcí Bílá (okres Frýdek-Místek, Moravskoslezský kraj) a slovenskou obcí Klokočov (okres Čadca, Žilinský kraj). Přechod leží v nadmořské výšce 713 m n. m. na silnici II/484; za hranicí pokračuje slovenská silnice II/484 směr Turzovka. Před zrušením byl určen pro pěší, cyklisty, motocykly, osobní automobily, autobusy a nákladní automobily.
Hraniční přechod byl zrušen při vstupu České republiky do Schengenského prostoru v roce 2007. V případě dočasného znovuzavedení ochrany vnitřních hranic je provoz na hraničním přechodu upraven Sdělením Ministerstva vnitra č. 395/2021 Sb.